# Praskoweja
Praskoweja (russisch Праскове́я) ist ein Dorf (selo) und ehemalige Stadt in der Region Stawropol in Russland mit 10.902 Einwohnern (Stand 14. Oktober 2010).

## Geographie
Der Ort liegt im Kaukasusvorland etwa 180 km Luftlinie ostsüdöstlich des Regionsverwaltungszentrums Stawropol am rechten Ufer der Kuma.
Praskoweja gehört zum Rajon Budjonnowski und befindet sich etwa 5 km südöstlich von dessen Verwaltungszentrum Budjonnowsk. Das Dorf ist Sitz und einzige Ortschaft der Landgemeinde (selskoje posselenije) Selo Praskoweja.

## Geschichte
Der Ort wurde 1781 (nach anderen Angaben bereits 1764) von Bauern gegründet, die – möglicherweise auf Veranlassung des Fürsten Grigori Potjomkin – auf verschiedenen Gouvernements des Russischen Reiches dorthin umgesiedelt wurden. Der Ortsname geht auf die in den orthodoxen Kirchen verehrte Heilige Paraskewa zurück (griechisch Paraskevi, daraus abgeleitet auch die russische Vornamensform Praskowja). Ab 1820 entwickelte sich das Dorf zum Zentrum des Weinbaus in der Region, das es bis heute blieb.
Ab 1867 gehörte Praskoweja zum neu gebildeten Ujesd Nowogrigorjewski des Gouvernements Stawropol mit Sitz in Blagodarnoje. Mit der Teilung des Ujesds wurde Praskoweja am 10. Juni 1900 mit gleichzeitiger Verleihung der Stadtrechte Sitz des Ujesds Praskoweiski. In dieser Zeit war Praskoweja fast doppelt so groß wie das nahe gelegene heutige Budjonnowsk, das zwar die Stadtrechte unter dem Namen Gorod Swjatowo Kresta, später Swjatoi Krest bereits seit 1799 besaß, aber seit 1826 ohne Verwaltungsfunktion war (im Russischen als saschtatny gorod bezeichnet).
Bereits am 28. Dezember 1910 wurde der Verwaltungssitz des Ujesds jedoch mit Wirkung zum 18. Dezember 1911 nach Swjatoi Krest verlegt, das einen raschen wirtschaftlichen Aufschwung genommen hatte, und der Ujesd wurde dementsprechend in Swjatokrestowski umbenannt. Damit verlor Praskoweja seien Stadtstatus wieder und gehörte später zum Budjonnowski rajon, der von 1921 bis 1935 und 1957 bis 1973 Prikumski rajon hieß (bis 1924 noch ujesd).
Im Zweiten Weltkrieg war Praskoweja von August 1942 bis Januar 1943 von der deutschen Wehrmacht besetzt.

### Bevölkerungsentwicklung
| Jahr | Einwohner |
| ---- | --------- |
| 1901 | 12.000    |
| 1939 | 12.137    |
| 1959 | 7.896     |
| 1979 | 10.055    |
| 1989 | 10.391    |
| 2002 | 11.218    |
| 2010 | 10.902    |

Anmerkung: ab 1959 Volkszählungsdaten

## Verkehr
Praskoweja liegt an der alten Trasse der Regionalstraße (ehemals R263), die bei Mineralnyje Wody von der föderalen Fernstraße R217 Kawkas abzweigt und über Selenokumsk der Kuma nach Budjonnowsk folgt (eine neuere Umgehungsstraße umgeht Budjonnowsk weiträumig westlich) und weiter über Neftekumsk nach Juschno-Suchokumsk in Dagestan verläuft.
Die nächstgelegenen Bahnstationen befinden sich in Budjonnowsk (Budjonnowsk und Budjonnowsk I), das 1914 von einer 89 km langen Nebenstrecke aus Georgijewsk erreicht wurde (direkter Personenverkehr Budjonnowsk – Mineralnyje Wody) und seit dem Lückenschluss nach Blagodarnnoje 1987 über Swetlograd auch direkt in Richtung Stawropol angebunden ist (heute nur Güterverkehr).